# Damernas halfpipe i freestyle vid olympiska vinterspelen 2014
Damernas halfpipe i freestyle vid olympiska vinterspelen 2014 hölls i Roza Chutor extrempark den 20 februari 2014. Detta var första gången som halfpipe arrangeras på ett olympiskt vinterspel. På IOK:s kongress i juli 2011 beslutades det att ytterligare tre grenar skulle ingå i programmet, däribland halfpipe.

## Medaljörer
| Spel     | Guld              | Silver                   | Brons               |
| Halfpipe | Maddie Bowman USA | Marie Martinod Frankrike | Ayana Onozuka Japan |

## Resultat

### Kval
23 tävlande deltog i kvalomgången, varav 12 kvalificerade sig till final .
| Placering | Start- nummer | Namn                 | Land           | Poäng åk 1 | Poäng åk 2 | Bäst poäng | Noteringar |
| --------- | ------------- | -------------------- | -------------- | ---------- | ---------- | ---------- | ---------- |
| 1         | 12            | Marie Martinod       | Frankrike      | 84,80      | 88,40      | 88,40      | Q          |
| 2         | 6             | Brita Sigourney      | USA            | 87,00      | 80,40      | 87,00      | Q          |
| 3         | 2             | Maddie Bowman        | USA            | 85,60      | 85,20      | 85,60      | Q          |
| 4         | 8             | Ayana Onozuka        | Japan          | 83,80      | 59,80      | 83,80      | Q          |
| 5         | 5             | Angeli Vanlaanen     | USA            | 68,20      | 83,00      | 83,00      | Q          |
| 6         | 29            | Rosalind Groenewoud  | Kanada         | 82,00      | 78,40      | 82,00      | Q          |
| 7         | 13            | Virginie Faivre      | Schweiz        | 79,40      | 80,00      | 80,00      | Q          |
| 8         | 14            | Janina Kuzma         | Nya Zeeland    | 73,80      | 75,20      | 75,20      | Q          |
| 9         | 17            | Anaïs Caradeux       | Frankrike      | 74,40      | 6,40       | 74,40      | Q          |
| 10        | 4             | Mirjam Jäger         | Schweiz        | 73,20      | 27,20      | 73,20      | Q          |
| 11        | 9             | Annalisa Drew        | USA            | 61,20      | 72,40      | 72,40      | Q          |
| 12        | 3             | Amy Sheehan          | Australien     | 19,60      | 70,60      | 70,60      | Q          |
| 13        | 22            | Keltie Hansen        | Kanada         | 8,60       | 66,20      | 66,20      |            |
| 14        | 20            | Sabrina Cakmakli     | Tyskland       | 64,80      | 16,60      | 64,80      |            |
| 15        | 15            | Davina Williams      | Australien     | 5,40       | 63,00      | 63,00      |            |
| 16        | 26            | Katia Griffiths      | Spanien        | 54,40      | 56,60      | 56,60      |            |
| 17        | 10            | Katrien Aerts        | Belgien        | 51,40      | 54,40      | 54,40      |            |
| 18        | 21            | Emma Lonsdale        | Storbritannien | 53,80      | 53,20      | 53,80      |            |
| 19        | 19            | Elizaveta Chesnokova | Ryssland       | 43,80      | 50,00      | 50,00      |            |
| 20        | 27            | Natalya Makagonova   | Ryssland       | 42,60      | 43,80      | 43,80      |            |
| 21        | 28            | Park Hee-Jin         | Sydkorea       | 42,40      | 20,40      | 42,40      |            |
| 22        | 23            | Nina Ragettli        | Schweiz        | 18,00      | DNS        | 18,00      |            |
| 23        | 16            | Manami Mitsuboshi    | Japan          | 15,60      | 9,20       | 15,60      |            |

Q - Kvalificerad till final; DNS - Startade inte

### Final
Guldmedaljör blev Maddie Bowman från USA .
| Placering | Start- nummer | Namn                | Land        | Poäng åk 1 | Poäng åk 2 | Bästa poäng | Noteringar |
| --------- | ------------- | ------------------- | ----------- | ---------- | ---------- | ----------- | ---------- |
| 1         | 2             | Maddie Bowman       | USA         | 85,80      | 89,00      | 89,00       |            |
| 2         | 12            | Marie Martinod      | Frankrike   | 84,80      | 85,40      | 85,40       |            |
| 3         | 8             | Ayana Onozuka       | Japan       | 79,00      | 83,20      | 83,20       |            |
| 4         | 13            | Virginie Faivre     | Schweiz     | 74,40      | 78,00      | 78,00       |            |
| 5         | 14            | Janina Kuzma        | Nya Zeeland | 77,00      | 74,80      | 77,00       |            |
| 6         | 6             | Brita Sigourney     | USA         | 27,80      | 76,00      | 76,00       |            |
| 7         | 29            | Rosalind Groenewoud | Kanada      | 5,40       | 74,20      | 74,20       |            |
| 8         | 4             | Mirjam Jäger        | Schweiz     | 71,20      | 16,00      | 71,20       |            |
| 9         | 9             | Annalisa Drew       | USA         | 66,40      | 9,60       | 66,40       |            |
| 10        | 3             | Amy Sheehan         | Australien  | 15,00      | 40,60      | 40,60       |            |
| 11        | 5             | Angeli Vanlaanen    | USA         | 13,80      | 29,60      | 29,60       |            |
| 12        | 17            | Anaïs Caradeux      | Frankrike   | DNS        | DNS        |             |            |

DNS - Startade inte